# 曾旌
曾旌（？—2世纪），又称曾于，是东汉中期的海盗首领。
东汉阳嘉元年（132年）二月，曾旌率领海盗1000余人进犯会稽，烧毁句章城，杀死句章、鄞、鄮3县县长以及官吏、民众，夺取官府的兵器，还攻打会稽东部都尉。于是，朝廷下诏，命沿海各县分别屯兵守卫。